# Old Trafford Cricket Ground
O Old Trafford Cricket Ground, também conhecido como Emirates Old Trafford por razões de naming rights, é um estádio de críquete localizado em Stretford, Grande Manchester, na Inglaterra. Foi inaugurado como sede oficial das partidas do Manchester Cricket Club em 1857, sendo também o local cuja equipe do Lancashire County Cricket Club manda os seus jogos, desde 1864.
Este é o segundo local de Test Matches mais antigo da Inglaterra, além de ter recebido o primeiro Ashes Test do país, em julho de 1884, bem como duas semifinais da Copa do Mundo de Críquete. Em 1956, os primeiros 10 wickets em um único turno foram alcançados pelo jogador de beisebol da Inglaterra, Jim Laker, que chegou a marca de 19 wickets em 90 corridas, sendo este um recorde inigualável em Test Matches e no críquete de primeira classe. Durante o Ashes Test de 1993, realizado neste estádio, Shane Warne acertou Mike Gatting com a conhecida "Bola do Século" (em inglês: Ball of Century), um evento histórico desde então neste desporto.
Uma extensa remodelação do terreno, visando aumentar a capacidade e modernizar as instalações do estádio, começou em 2009, sendo este um esforço para salvaguardar o críquete internacional no local. Historicamente, o seu campo tem sido considerado o mais rápido na Inglaterra. O mesmo encontra-se localizado a cerca de 800 metros do estádio de futebol Old Trafford.

## Uso

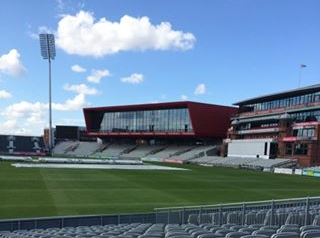
Interior do estádio.

### Críquete
Este estádio é usado durante todo o verão como sede do Lancashire County Cricket Club, que manda algumas de suas partidas no Stanley Park em Blackpool, no Birkdale em Southport e no Aigburth em Liverpool. Até 2008, o Old Trafford geralmente hospedava um Test Match por ano. Em 2009, 2011 e 2012, o local não recebeu tais partidas em razão de suas instalações estarem abaixo do padrão. Após a sua remodelação, o estádio recebeu o Ashes Test de 2013 e Tests Matches em 2014 e 2016. Partidas válidas pelo One Day Internationals e para o International Twenty20s são disputadas anualmente neste local.

### Musicais
Ocasionalmente, este estádio é usado como local para concertos de grande escala, cuja capacidade máxima aumentou de 50.000 para 65.000 espectadores, após a conclusão de sua reestruturação. Artistas consagrados já utilizaram do Old Trafford Cricket Ground como palco de suas apresentações.

### Outros
As instalações do estádio, tais como o Old Trafford Lodge, o The Point e outras áreas corporativas, encontram-se abertas durante todo o ano, assim como os estacionamentos do térreo, situados ao norte e oeste do local.